# Wisław II de Rügen
Wislaw II de Rügen (en polonais Wisław II, en allemand Wizlaw II) est né vers 1240 et décédé le 29 décembre 1302 à Oslo. Il est prince de Rügen de 1260 à 1302.

## Biographie
Wisław est le fils de Jaromar II de Rügen et d'Euphémie de Poméranie, la fille de Świętopełk II de Poméranie.
En 1260, il succède à son père Jaromar II de Rügen, décédé après avoir été poignardé. Au début, il gouverne avec son frère Jaromar III (° avant 1249, † avant 1285).
À la fin de l’année 1269, avec l’accord de Barnim Ier de Poméranie occidentale, Wisław II s’empare des régions de Darłowo et de Sławno. Ces terres sont la dot de sa mère, la fille de Swietopelk II de Poméranie. En 1271, à Darłowo, Wisław offre un terrain aux Cisterciens. Le 18 janvier 1277, il vend la région de Sławno, avec Darłowo, aux margraves du Brandebourg.
Le 13 juin 1283, à l’initiative de Wisław II de Rügen, de Jean de Saxe-Lauenburg et de Bogusław IV de Poméranie, une alliance est signée entre les villes de Lübeck, Wismar, Rostock, Stralsund, Greifswald, Szczecin, Demmin et Anklam (Alliance de Rostock). Cette alliance est clairement dirigée  contre le Brandebourg. La même année, le roi  Rodolphe Ier propose à Wisław que la partie continentale de la principauté de Rügen devienne un fief allemand. 
Wisław mène une politique active de développement économique de sa principauté. Ainsi, en 1285, Wisław accorde les privilèges urbains à Tribsees. Il donne davantage de terres aux abbayes et aux monastères. 
Un accord signé le 12 mars 1289 (ou 1292) entre Wisław et les margraves du Brandebourg témoigne d’un projet de s’emparer et de se partager la Poméranie orientale après la mort de Mestwin II qui n’avait pas de fils. Ce projet échoue car Mestwin avait conclu un accord avec la Pologne, en vertu duquel Przemysl II lui succédera en Poméranie de Gdańsk après sa mort.
Wisław II meurt en 1302, alors qu’il rend visite à sa fille Euphémie en Norvège. Il est inhumé dans l’église mariale d’Oslo. 

## Descendance
Wisław II s'est marié avec Agnès de Brunswick-Lunebourg (entre 1263 et 1269), fille d'Othon Ier de Brunswick. Les noms de huit enfants apparaissent sur le testament de Wisław daté du 27 décembre 1302 : 
- Wislaw III de Rügen, successeur de Wisław II ;
- Jaromar (° vers 1267, † 1304), recteur de l’église Saint-Nicolas de Stralsund, ensuite évêque de Kamień ;
- Euphémie de Rügen (° vers 1289, † 1321), épouse du roi Håkon V de Norvège ;
- Sambor (° vers 1267, † 4 juin 1304), gouverne avec Wislaw III ;
- Marguerite (° vers 1270/71, † 1318), épouse du duc Bogusław IV de Poméranie ;
- Swantepolk (Świętopełk) (° vers 1273, † après 1285) ;
- Hélène (° vers 1271, † 9 août 1315), épouse du prince Jean III de Mecklembourg (1288), épouse du prince Bernard II d'Anhalt-Bernbourg (1299) ;
- Sophie (° vers 1281, † après 1302).

## Source
- (de) L’article de Wikipédia en allemand : « Wizlaw II. »